# Артина
Артина је мало ненасељено острво у хрватском делу Јадранског мора.
Налази се око 0,6 км северозападно од насеља Вргада на истоименом острву. Површина острва износи 0,033 км². Дужина обалске линије је 0,08 км.. Највиши врх на острву висок је 15 метара.